# Геомаркетинговая система
Геомаркетинговая система — программно-аппаратный комплекс, который состоит из программного обеспечения, информационных ресурсов и баз геоданных. Он собирает, хранит, обрабатывает, анализирует, моделирует и прогнозирует пространственно-привязанную информацию о рынках и потребителях для достижения оперативных и стратегических целей компании в сфере ритейла и девелопмента.

## Цели создания геомаркетинговой системы
- Автоматизировать бизнес-процессы, связанные с открытием и согласованием выбора места для торговой точки.
- Осуществлять внутренний и внешний мониторинг разнородной географически-привязанной информации о рынке и потребителе, ее визуализация на единой картографической основе для решения оперативных задач и стратегических задач.

## Классификация геомаркетинговых систем
1. корпоративные геомаркетинговые системы на базе геоинформационной системы (ГИС)
2. SaaS (программное обеспечение как услуга) или DaaS-платформы (данные как услуга), которые нацелены на задачи геоаналитики и геомаркетинга
3. картографические сервисы

1. Корпоративная геомаркетинговая система разворачивается на аппаратных мощностях компании и состоит из различных автоматизированных рабочих мест (АРМ): руководителя (лица, принимающего решение), аналитика, полевика.
Корпоративная геомаркетинговая система, как и геоинформационная система, состоит из базовых пространственных и тематических геоданных, необходимых для заказчиков. В последнее время в качестве базовых пространственных данных используются картографические сервисы.
Внутри архитектуры геомаркетинговой системы предусматривается связь с внешними и внутренними реляционными базами данных (базами геоданных) под управлением СУБД. Они хранят большие массивы пространственной и атрибутивной информации для задач анализа и отображаются либо через мобильное приложение, либо через веб-приложение, либо через настольное приложение (зависит от АРМа, ролей и задач). Алгоритмы и методы, «зашитые» в программный код, позволяют «вызывать» статистическую информацию из баз геоданных. Основная задача корпоративной геомаркетинговой системы заключается в принятии управленческих решений, основанных на пространственном анализе, математико-картографическом моделировании, визуализации, прогнозировании и оценке.
Реализация корпоративной геомаркетинговой системы — самое дорогое решение, даже при условии использования картографических сервисов (API для коммерческих целей, например, являются платными) и недорогих платформ (ПО ГИС). Кроме того, корпоративную геомаркетинговую систему должны обслуживать специалисты, которые встречаются на рынке редко: разработчики картографических мобильных приложений, ГИС-специалисты, геомаркетологи (геоаналитики), вебГИС-разработчики, системные администраторы, специалисты по СУБД, знающие специализированное ПО и др. В России корпоративные геомаркетинговые системы используются, в основном, в продуктовом ритейле и банковской рознице.
2. В последнее время появились интересные профессиональные геоаналитические решения, работающие по модели SaaS — геоинформационные системы аналитика. SaaS (Software as a Service) — это модель готовых облачных приложений, позволяющих заменить ПО, которое традиционно устанавливалось локально, и потреблять его из облака. Принципиальное отличие от корпоративной геомаркетинговой системы в том, что при том же уровне геоданных, сервисов и технической поддержке, компании получают решение тех же задач (например открытия торговой точки), но оплачивая только конкретную Услугу в конкретное время (бизнес-модель SaaS), что на порядки снижает стоимость решения задачи. Могут быть комбинированные варианты, когда, существует Геоинформационная система, но нужны данные, как сервис (DaaS). Минусы облачного решения в том, что внутренние данные компании «отдаются» в облако. Поэтому при выборе системы необходимо четко понимать, какая информация и для чего будет использоваться. Преимущества — богатое покрытие геоданными, технология mash-up — соединение карт сервисов различного дизайна и наполнения, настройка аналитического функционала для внутренних задач компании.
Первая такая система в России- Геоинтеллект. Она появилась в 2010 году, что позволило ей к 2016 году покрыть данными более 100 городов России. По мере того, как рынок начал расти и разрастаться, начали появляться и другие системы: Geomatrix, МастерГис.
Подобные решения презентуют и сотовые операторы, им интересно обрабатывать накопленные большие данные. Обезличенная информация об абонентах, привязанная к территориям в зонах действия базовых станций, позволяет делать аналитические срезы с поведенческими характеристиками людей.
Важным элементом геомаркетинговой системы является разработка математических моделей, как функции расчета товарооборота, моделей каннибализации, разработка функционала зональной статистики и пр.
3. Небольшие компании пользуются бесплатными карт-сервисами: Яндекс Карты, Openstreetmap(ОСМ) и др. Это позволяет сэкономить бюджет геомаркетингового исследования, однако необходим доступ к данным, которые либо собираются внутри компании, либо закупаются отдельно.

## Сегменты
- FMCG (общепит)
- DIY (строительные товары для дома, мебель)
- Fast-food (сети баров, кафе)
- Банковский ритейл
- Фармацевтический ритейл (аптечные сети)
- Медицинский ритейл (сети частных клиник)
- Фитнес ритейл
- БТЭ (бытовая техника, электроника, комьпютерная техника)
- Девелопмент ТЦ

и другие